# سكوت فيليبس (كاتب)
سكوت فيليبس (بالإنجليزية: Scott Phillips)‏ (1961، ويتشيتا في الولايات المتحدة)؛ روائي أمريكي.

## روابط خارجية
- سكوت فيليبس على موقع IMDb (الإنجليزية)
- سكوت فيليبس على موقع قاعدة بيانات الفيلم (الإنجليزية)